# Die Sammlerin
Die Sammlerin (Originaltitel: La Collectionneuse) ist ein französischer Spielfilm aus dem Jahr 1967 und der dritte Teil des Filmzyklus Sechs moralische Erzählungen von Éric Rohmer (der vierte Teil in der Reihenfolge der Erzählungen). Ein Mann lernt ein junges Mädchen kennen, mit dem er sich eigentlich nicht einlassen will, was ihm jedoch zunehmend schwerer fällt.

## Handlung
Der Kunsthändler Adrien will mit seinem Freund Daniel den Sommer in einer Villa am Mittelmeer verbringen, die ihnen ein gemeinsamer Freund überlassen hat. Schon bald quartiert sich dort die junge Haydée ein. Adrien ist das nicht recht, hat er sich doch gerade mit seiner Freundin zerstritten, die ihn nicht ans Meer begleiten wollte und den Sommer stattdessen in London verbringt. Adrien, der sich selbst als modernen Dandy sieht, will einem Bekannten eine chinesische Vase verkaufen. Im Übrigen hat er sich vorgenommen, die Zeit in der Villa mit Nichtstun zu verbringen. Seine Pläne werden jedoch von Haydée durchkreuzt, die täglich einen neuen Liebhaber trifft – eine Provokation für die beiden allein lebenden Männer.
Bald kreisen Adriens Gedanken nur noch um das Mädchen, von dem er annimmt, dass sie ihn verführen will. Haydée beginnt aber eine Liebschaft mit Daniel, und die Stimmung der Drei wird immer schlechter. Schließlich reist Daniel ab und Adrien und Haydée versöhnen sich. Der Kunstsammler Sam taucht auf und erwirbt die Vase. Um ihn zu animieren, ihm eine Galerie zu finanzieren, bringt Adrien Haydée dazu, mit Sam einen Tag zu verbringen, bleibt aber im Ungewissen, ob Haydée mit Sam geschlafen hat. Auf dem Rückweg zur Villa freut sich Adrien schon darauf, mit dem Mädchen die letzte Ferienwoche als perfekte Affäre zu verbringen. Unterwegs trifft Haydée auf Bekannte, die sie nach Rom einladen, und Adrien lässt – aus einer spontanen Eingebung heraus – das Mädchen mit ihren Bekannten zurück und kehrt allein in die leere Villa zurück.
Doch seine Hoffnung, endlich Erholung zu bekommen, erfüllt sich nicht. Überall fühlt er sich an Haydée erinnert. Am Ende erkundigt er sich telefonisch nach Flügen von Nizza nach London, um seine Freundin wiederzusehen.

## Hintergrund
- Der Film erhält durch Adriens Off-Kommentar zu den alltäglichen Geschehnissen und die Selbsteinschätzung der Hauptperson den Charakter eines Tagebuchs. Für Adrien, der sein Handeln als Teil einer Lebensphilosophie rechtfertigt, erscheint Haydée als systematische und gut organisierte Sammlerin von Liebhabern.
- Die drei Hauptdarsteller Patrick Bauchau, Haydée Politoff und Daniel Pommereulle haben ihre Dialoge über weite Strecken improvisiert, deshalb wurden sie auch als Mitarbeiter am Drehbuch aufgeführt.
- Die weiteren Filme des Zyklus sind der Kurzfilm Die Bäckerin von Monceau (1962) sowie die Spielfilme Die Karriere von Suzanne (1963), Meine Nacht bei Maud (1969), Claires Knie (1970) und Die Liebe am Nachmittag (1972).

## Kritiken
„Tagebuchartige, durch die verhaltene Gestaltung kühl distanzierte Schilderung einer von Pseudophilosophie geprägten Verhaltensweise, deren Beurteilung Rohmer dem Zuschauer überlässt.“

„Noch sieht dieser Film sich an wie ein Film von einem anderen Stern oder aus einer anderen, späteren Zeit, noch klingt das Glücksversprechen, das er gibt, phantastisch. Das müßte nicht so sein, und eines Tages wird es nicht mehr so sein“

„Rohmer’s impossibly light graceful way of posing profound moral questions hasn’t yet wholly coalesced, though this 1966 film does have his soft, slow rhythm.“

„Literarischer Film mit formalen Qualitäten, der mit intellektuellem Anspruch wertfrei und ohne Anspruch auf Klärung Fragen diskutiert, die vor allem junge Menschen interessieren. Wegen selbstgefälliger Unverbindlichkeiten keine Empfehlung.“

## Auszeichnungen
Der Film gewann auf der Berlinale 1967 den Silbernen Bären als Spezialpreis der Jury und den Preis für den besten Film für junge Menschen; darüber hinaus war er für den Goldenen Bären nominiert.